# هستینگز (باربادوس)
هستینگز (به لاتین: Hastings) یک منطقهٔ مسکونی در باربادوس است که در باربادوس واقع شده‌است. هستینگز ۱٬۵۰۰ نفر جمعیت دارد و ۰ متر بالاتر از سطح دریا واقع شده‌است.